# Helikon
Helikon este o revistă literară de expresie maghiară, fondată în 1990 la Cluj-Napoca.

## Prezentare
Numerele revistei conțin articole, eseuri, proză, poezie și traduceri ale unor autori maghiari și români, revista contribuind în acest fel la îmbunătățirea legăturilor culturale între cele doua principale comunități etnice ale Transilvaniei. Redactorii și colaboratorii maghiari ai revistei au participat alături de confrații lor români la mai multe proiecte culturale inter-etnice: lansări de carte  și cenacluri literare, traducerea și publicarea unor scriitori români în Ungaria,  ateliere de traduceri literare etc. Revista apare lunar.

## Redacția actuală
István Szilágyi, Karácsonyi Zsolt, Sigmond István, Király László, Szőcs István, Mózes Attila, Demeter Zsuzsa, Papp Attila Zsolt, Nagy Mária, Rákossy Tibor, Deák Judit

## Adresa redacției
Cluj-Napoca, Str. Iașilor, nr. 14, cod poștal: 400146 